# Matt Roy (Bobfahrer)
Matthew Spencer „Matt“ Roy (* 16. April 1959 in New York City, New York) ist ein ehemaliger US-amerikanischer Bobsportler.
Roy war Ende der 1980er Jahre im US-Bobteam aktiv. In der Saison 1986/87 gewann er den Gesamtweltcup im Viererbob und wurde Zweiter im Zweierbob. 1988 nahm er an den Olympischen Winterspielen im kanadischen Calgary teil. Im Zweierbob erreichte er mit seinem Anschieber Jim Herberich den 16. Rang. Die gleiche Platzierung gelang ihm im Viererbob mit Herberich, Brian Shimer und Scott Pladel.
Roy hat einen Abschluss der St. Lawrence University und arbeitete als Immobilienmakler. Anfang der 1990er Jahre wurde er zum Vorstandsmitglied des US-amerikanischen Bob- und Skeletonverbandes gewählt und behielt diese Position bis 2009.